# باندل برنامه اندروید
بسته برنامه اندروید (Android App Bundle) فرمت فایل نشر برنامه‌های اندرویدی است. بسته برنامه باید شامل کدهای کامپایل شده و منابع برنامه باشد که این امکان را می‌دهد تا امضای دیجیتال و تولید فایل‌های APK به فروشگاه برنامه واگذار شود و اندازه دانلود اولیه برنامه کاهش یابد. پسوند فایلی که برای این فرمت استفاده می‌شود ".aab" است.
گوگل پلی از اوت ۲۰۲۱ برای تمام برنامه‌های جدید و از نوامبر ۲۰۲۱ برای تمام به‌روزرسانی‌های برنامه‌های موجود، نیازمند بسته‌های برنامه اندروید است. از ماه می ۲۰۲۳، Android TV نیز نیاز به AAB دارد.

## APKهای تقسیم‌شده
بدون بسته برنامه اندروید، یک فایل APK می‌تواند از چندین زبان، تا چهار معماری CPU مختلف و چندین وضوح نمایش پشتیبانی کند. این به این معناست که هر فایل نصب می‌تواند حاوی حجم زیادی از داده‌های غیرضروری برای ترکیب خاص CPU، محل، و اندازه صفحه نمایش یک دستگاه باشد.
APKهای تقسیم‌شده که توسط فروشگاه برنامه‌ای مثل گوگل پلی تولید می‌شوند، فقط شامل کدها و منابع مورد نیاز برای دستگاه خاصی هستند که برنامه را دانلود می‌کند. اگر کاربر زبان یا مجموعه ویژگی‌های دستگاه خود را تغییر دهد، فروشگاه برنامه می‌تواند APKهای تقسیم‌شده اضافی را به صورت درخواستی ارائه دهد تا نیازهای تغییر یافته را برآورده کند.
بسته‌های برنامه اندروید برای استفاده از ویژگی «بازی در حین دانلود» گوگل پلی ضروری هستند که به کاربران اجازه می‌دهد تا بخشی از بازی را دانلود و نصب کنند تا بازی را شروع کنند و سپس مابقی را در حین بازی سطح اول دانلود کنند.